# SPS (синхротрон)
Siam Photon Source — ускорительный комплекс, источник синхротронного излучения 3-го поколения в городе Накхонратчасима, Таиланд. Комплекс управляется лабораторией SLRI (Synchrotron Light Research Institute), расположен в кампусе Технологического университета Суранари.

## Ускорительный комплекс
Комплекс состоит из пушки электронного линака 40 МэВ, бустерного синхротрона периметром 43.2 м на энергию 1 ГэВ и накопительного кольца периметром 81.3 м на энергию до 1.2 ГэВ. Накопитель имеет 4 суперпериода, структура ячейки DBA, поле поворотных магнитов 1.2 Т. Имеется 4 прямолинейных промежутка длиной 5.2 м, в одном из которых установлен ондулятор на постоянных магнитах, также планируется установка вигглера на постоянных магнитах с полем 2.4 Т и сверхпроводящего шифтера с полем 6.5 Т.

## Экспериментальные станции
Оборудовано 10 выводов СИ на экспериментальные станции для инфракрасной и рентгеновской спектроскопии, глубокой рентгеновской литографии, кристаллографии.

## История
Предыстория установки берёт начало со строительства в Японии в 1989 году источника СИ корпорацией SORTEC для развития промышленного производства методом рентгеновской литографии. При участии компаний Toshiba и Mitsubishi в городе Цукуба был построен ускорительный комплекс на энергию 1 ГэВ.
Впоследствии работы SORTEC были свёрнуты, и компоненты ускорителей переданы в Таиланд, где в 1996 году решением правительства Национальный центр синхротронного излучения (National Synchrotron Research Center) приступил к созданию источника СИ Siam Photon Source. Позже была создана управляющая организация Synchrotron Light Research Institute. В 2003 году SPS начал работать на потребителей.

## Планы развития
Разрабатывается проект нового современного источника СИ на базе 3 ГэВ синхротрона периметром 321 м с эмиттансом 1 нм 